# フリントストーン/モダン石器時代
『フリントストーン/モダン石器時代』（フリントストーン モダンせっきじだい、原題：The Flintstones）は、1994年のアメリカ映画。ブライアン・レヴァントが監督したこの映画は、ハンナ・バーベラ・プロダクションのアニメシリーズ『原始家族フリントストーン』を原作としている。制作はユニバーサル・ピクチャーズとアンブリン・エンターテインメント。批評は散々だったが、興行面では成功を収めた。2000年には続編『フリントストーン2/ビバ・ロック・ベガス』が公開された。

## あらすじ
ベッドロックシティの採石会社スレート社の工場で働くフレッド・フリントストーンは、日頃彼に口うるさく当たる義母・パールを見返そうと、副社長のクリフが実施した新重役選抜の昇進試験を受ける。結果、見事採用され、副社長に就任。フレッドは、高収入とセレブな生活を手に入れて、有頂天になっていたが、そこにはある陰謀があった。

## キャスト
※括弧内は日本語吹替。
- フレッド・フリントストーン - ジョン・グッドマン（玄田哲章）
- バーニー・ラブル - リック・モラニス（富山敬）
- ウィルマ・フリントストーン - エリザベス・パーキンス（高島雅羅[注 1]）
- ベティ・ラブル - ロージー・オドネル（小山茉美）
- クリフ・ヴァンダーケイヴ - カイル・マクラクラン（井上和彦）
- シャロン・ストーン - ハル・ベリー（井上喜久子）
- パール・スラッグフープル - エリザベス・テイラー（武藤礼子）
- スレート社長 - ダン・フロレク（秋元羊介）
- 録音鳥の声 - ハーヴェイ・コーマン（千葉繁）
- ペブルズ・フリントストーン - エレイン・シルヴァー&メラニー・シルヴァー（川田妙子）
- ホーギー - リチャード・モール（中村秀利）
- ジョー・ロックヘッド - アーウィン・"88"・キーズ
- 白髪の男 - ジョナサン・ウィンタース（伊藤栄次） ： 仲間とともにフレッドをリンチにかけたあとニヤリと笑う男。
- ディノの声 - メル・ブランク（ライブラリ出演）

カメオ出演
- 公開捜査番組の司会者 - ジェイ・レノ（秋元羊介）
- フレッドを演じる役者 - アラン・ブルーメンフェルド（千葉繁）
- クリフを演じる役者 - サム・ライミ
- 幹部社員 - ビル・ハンナ ： アニメ版の共同製作者。
- メルセデス・ベンツを運転する男 - ジョー・バーベラ ： アニメ版の共同製作者。
- BC-52's - B-52's ： メンバーであるケイト・ピアソン、フレッド・シュナイダー（千葉繁）、キース・ストリックランドがバンドとして参加。

## キャスティング
この映画の公開前インタビューでシャロン・ストーンは同名の人物役でオファーがかかったが、『悪魔のような女』の撮影のため出演することができず、後に出演しなかったことを後悔したことを語った。シャロン・ストーンが断った後、制作者は登場人物の名をロゼッタにしようとしたが、ロゼッタ・ストーンと間違いかねないということでシャロンのままにした。
製作総指揮者であるスティーヴン・スピルバーグによると、ジョン・グッドマンは最初からフレッドを演じることに興味をもっていた。ダニー・デヴィートがバーニーの役を演じることになっていたが、デヴィート本人は結局バーニーを演じるには gruff過ぎるということで降板し、代わりにリック・モラニスがバーニーを演じることになった。この作品はGravedale High（NBC（現・NBCユニバーサル）制作・放映）というテレビシリーズに出たモラニスにとって2度目のハンナ＝バーベラ作品とのコラボレーションになった。

## クリーチャー・エフェクト
映画のクリーチャー・エフェクトを担当したのは、ブライアン・ヘンソン率いるジム・ヘンソンズ・クリーチャーショップ（以下クリーチャーショップ）である。
映画『フリントストーン』のイメージを決定付けるといえるデザイン面では、アンブリン側はほとんど白紙の状態であり、ほぼクリーチャーショップが全権を任されたといってもよい。わずか12週間で20種ものアニマトロニクスのクリーチャーを、製作し演技させることとなった。
ジョン・グッドマン演じるフレッド・フリントストーンは採石場のクレーンドライバーであり、彼が操るクレーンはブロントサウルスである。このブロントサウルスはクリーチャーショップが製作したアニマトロニクスの中でも最大級のものであり、数カ月を費やして製作されたものだ。高さ20フィートの首は、ケーブルと油圧機器の組み合わせで、しなやかに三次元的に動かすことが可能だ。ケーブルはアルミニウムの骨格のそれぞれの関節のバランスを調節し、立体的な動きを可能にしており、油圧装置が左右の傾きを制御する。巨大な頭部にはリニアモーターとサーボが仕組まれ、恐竜の眼とまぶたを動かすことが可能だ。ブロントクレーンは室内ではフォームラテックスの皮膚を見せるが、屋外セットに出る時は線路の上を動く。
フレッドの石盤タイムカードを打つステゴサウルスも4人の操演者に操られるアニマトロニクスで、帰宅したフレッドを熱狂的に迎える、一家のペットのディーノもまたアニマトロニクスである。ディーノの全身ショットには、ILM社のCGが採用され、パフォーマンスコントロールシステムを用いたハンドパペットによるクローズアップショットのディーノと併用されている。他に、クリーチャーショップが製作したものを挙げると、巨大なロブスター2体を使った芝刈り機、ディクタバード（録音鳥）、またフリントストーン家でシャワーと皿洗い機として使用されている10フィートのマストドンなども製作された。
これらクリーチャーの成功は、アニマトロニクスとCG映像は競合するというよりも、互いに補完的な技術効果を持つということを映画の画面上で示した。

## 批評と実際の売り上げ
批評家のこの映画に対する批評は散々だった。Rotten Tomatoesでは"Rotten"という評価をつけ、39のレビューのうち、18%にあたる7のレビューが "fresh"、つまりよい評価をした（なお、平均は10点満点中3.6）。
Metacriticにおいては、平均点数が100点中38点という低評価であった。Siskel and Ebertに至っては、親指を下げたマーク2つ分だった。
このような結果になった原因の一つにキャラクターの見た目がファンや批評家にとって不快な印象を与えやすかったことがある。たとえば、エリザベス・テイラーが演じたウィルマの母は、原作のキャラクターに合っていたとはいえなかった。グッドマン演じるフレッドはイメージに合っていたため、特に際立ってしまったといえよう。テイラーはグッドマンと並ぶと小さく見えてしまっていた。
また、ロージー・オドネルの演じたベティも原作ほどスレンダーではなく、オドネルはゴールデンラズベリー賞最低助演女優賞を受賞してしまった。
批評面では悪かったこの映画は、北米で1億3000万ドル（2960万ドルはメモリアルデイ・ウィーク）を売り上げ、世界で約3億4000万ドルの売り上げだった。DVD市場でもヒットし、NetflixによるとレンタルDVD史上、トップ100に入るレンタル数とのこと。

## 受賞歴
| 映画祭・賞             | 部門                                          | 対象者                             | 結果       |
| ---------------------- | --------------------------------------------- | ---------------------------------- | ---------- |
| ゴールデンラズベリー賞 | 最低助演女優賞                                | ロージー・オドネル                 | 受賞       |
| ゴールデンラズベリー賞 | 最低助演女優賞                                | エリザベス・テイラー               | ノミネート |
| ゴールデンラズベリー賞 | 最低脚本賞                                    | 寄ってたかって書き直しまくった35人 | 受賞       |
| ゴールデンラズベリー賞 | ゴールデンラズベリー賞 最低リメイク及び続編賞 |                                    | ノミネート |

## 備考
- B-52'sはこの映画の主題歌も担当した。また、この曲は様々なテレビ番組でも使用されている。
- なお、続編でベティを演じたのはジェーン・クラコウスキー。